# Ardovo
Ardovo (in ungherese Pelsőcardó) è un comune della Slovacchia facente parte del distretto di Rožňava, nella regione di Košice.